# Patuès
El patuès o patués (del francès patois) és un terme que tot i no tenir una definició formal en el camp de la lingüística encara s'utilitza en algunes llengües per a descriure una llengua o un dialecte que no té una literatura gaire desenvolupada i que, sense ser argot, es parla sobretot a l'àmbit familiar o entre amics, çò és una llengua subordinada. Segons el context, pot fer referència a pidgin, crioll, llengües o dialectes. En el cas de les parles de transició entre el català i l'aragonès s'utilitza a la Vall de l'Éssera per a referir-se al benasquès. A França i a altres regions francòfones (per exemple, al Valais suís) s'anomena patois gairebé totes les llengües que s'hi parlen (català, occità, etc.) tret del francès, en to condescendent o despectiu. De fet, el crioll pot ser qualificat a França de "patuès negrer". Al Carib, en territoris anglòfons com Jamaica o Trinidad patois tal qual s'empra per a designar el crioll de base lexical anglesa o el de base lexical francesa.
No s'ha de confondre el patuès amb el patuet, el català parlat a Algèria durant l'administració francesa pels immigrants catalans menorquins, valencians o rossellonesos.

## Etimologia
El mot català, patuès, deriva del francès patouiller que significa "emprar matusserament", per tant, consideraria la llengua una manera barroera de parlar. Nogensmenys, també podria haver derivat del llatí patria (pàtria) per remarcar el caràcter local d'una parla.

## Cas francès
Segons el Diccionari de l'Acadèmia Francesa, el patois és "una varietat d'un dialecte, idioma propi d'una localitat rural o d'un grup de localitat rurals" o "una varietat d'un dialecte que només és parlada en una contrada poc estesa, habitualment rural". Sol definir-se com a mot d'ús pejoratiu.
Fins al segle xix, es distingia entre la manera de parlar de la Cort reial, o de la burgesia, de tota la resta de llengües i parles de França, que rebien el nom de patois. Després el francès esdevingué "la llengua de França", les llengües estrangeres són les que es parlen a l'exterior i les que es parlen a França, fora del francès, no poden ser sinó humiliants residus de patuès. (Vegeu Vergonha).
El terme patois és utilitzat especialment a França per a qualificar despectivament els "dialectes" o "parles" "poc cultes" o "poc correctes" de parlar de les no considerades llengües parlades a l'Estat diferents del francès, com ara el català, el bretó, el cors i l'occità o merament el francès parlat fora de la capital París, on el concepte té marcades connotacions despectives (endarreriment, manca de rigor acadèmic, caràcter pagesívol, etc.). A França, el terme patois permet d'amagar la identitat dels diferents pobles, i més en particular l'occità, llevant-los el nom de la seva llengua i de la seva cultura, de manera que hom no en pugui parlar com a tals. Així, en una enquesta, un gran nombre de francesos no sabrà respondre, perquè no coneix el nom ni a què correspon, si parla provençal, gascó ni occità; ni gaire gent considerarà que allò que coneixen i parlen és una llengua, però en canvi si que estan segurs, si bé de vegades hi ha un cert pudor o vergonya a admetre-ho, que parlen patois.
Al segle XXI lingüísticament no es pot negar la categoria de llengua al que abans s'havia anomenat patois. A més, els diferents patois, tenen noms: basc, bretó, occità (amb els seus dialectes: gascó, provençal, llenguadoc, etc.), cors, etc. Tanmateix, el terme patois roman plenament vigent, i era utilitzat, per exemple, pel socialista Georges Frêche, per a referir-se al català i l'occità, les llengües - a banda del francès- parlades a la regió que presidia. Una altra tendència a França, per a algunes persones, és la idea de la identificació de l'Estat amb una única llengua, definida com a tal per aquest, i que la resta no poden ser sinó dialectes, sense atendre a criteris lingüístics sinó de poder. Això no és nou, ja el francès/occità Jean Jaurès constatava: "anomenem patuès la llengua d'un poble vençut". Posteriorment, el llingüista polonès jueu Uriel Weinreich diria "una llengua és un dialecte recolzat per una armada i una marina", definició que distingeix avui la llengua del patois per a molts francesos.
Alguns francesos poden substituir avui el mot patois per altres expressions, com per exemple "llengua regional", "llengua minoritària", "llengua menor" o "llengua subordinada", a més dels respectius equivalents que substitueixen el mot llengua per dialecte. A la parla de carrer és cada cop més habitual la substitució de patois per dialecte, en frases com, per exemple, el meu pare parla en dialecte. També actualment alguns corrents partisans (generalment jacobins) de l'statu quo parlen de langues de France desatenent la realitat del conflicte lingüístic i el fenomen de la diglòssia, i evitant el terme de la Carta Europea de les llengües minoritzades que fa servir el mot-concepte de llengües minoritzades.

## Cas espanyol
A Espanya és el mot dialecte o el parlar estrany el que es va fer servir, sobretot durant la dictadura franquista, per a negar i menysprear les llengües llatines espanyoles diferents del castellà. A Espanya i a França hi ha hagut en alguns períodes històrics un cert interés a confondre l'occità i el català amb pre-llengües, a confondre-les entre elles (vegeu llengua llemosina) o a considerar-les un conjunt de mots mal dits propis d'un petit racó apartat on no ha arribat la cultura ni es parla correctament la llengua de la nació-Estat.

## Cas caribeny
El terme patois ha estat pres del francès per la llengua anglesa, en general per referir-se a parles locals sense estatus de llengua (tot i que aquest terme, amb aquest ús, no està formalment admès pels lingüistes), i en particular per referir-se a molts dels parlars vernaculars de les antigues colònies britàniques i franceses del Carib. En anglès no és pejoratiu.
Destaca el cas del crioll jamaicà a Jamaica, on té la consideració oficial de llengua regional, tot i que alguns lingüistes creuen que només es tracta d'un dialecte de l'anglès fortament influenciat pels altres idiomes parlats a l'illa.